# Liesbeth Mouha
Liesbeth Mouha (Tongeren, 7 de janeiro de 1983) é ex-voleibolista indoor e jogadora de vôlei de praia belga, que no vôlei de praia foi semifinalista no Campeonato Europeu de 2009, na Rússia.

## Carreira
No vôlei de quadra já competia na temporada de 1999-00, com 16 anos de idade, na posição de central, pelo clube Isola Tongeren.Na temporada 2002-03 transfere-se para o Eburon Tongeren sendo campeã da Supercopa , vice-campeã da Copa da Bélgica  e da Liga A Belga, além de conquistar o terceiro lugar na Copa CEV cuja fase final deu-se em Berna, época que jogou na mesma equipe ao lado de Liesbet Van Breedam.
Na jornada 2004-05 transferiu-se para o voleibol italiano, e competiu na elite italiana pelo Metodo Infoplus Vicenza, em solo italiano permaneceu no início da jornada 2005-06, ou seja, até 28 de dezembro de 2005, pelo Original Marines Arzano. Em 2006 passa atuar pela equipe espanhola Grupo Jimnéz Alaró disputou a Liga FEV e o torneio de ascenso e repatriada pelo Asterix Kieldrecht.
Em 2005, competindo no vôlei de praia, esteve ao lado de Kristien Van Lierop e estrearam no circuito mundial no Aberto de Milão, e terminaram na décima nona posição na etapa de Valencia do Circuito Europeu.
Em 2006, muda de parceria, e ao lado de Liesbet Van Breedam conquistaram o título da etapa Challenge do Chipre e terminaram em  sétimo na etapa Satélite de Vaduz, juntas iniciaram no circuito mundial no Aberto de Marselha, quando obteve o bronze, e terminaram no décimo terceiro lugar no Campeonato Europeu de Haia. 
Na temporada de 2007, permanece com a mesma parceira, e foram quartas colocadas nas etapas de Sankt Pölten e Hamburgo pelo circuito europeu e finalizaram no trigésimo terceiro posto no Campeonato Mundial de Gstaad, e em décimo sétimo lugar no Campeonato Europeu em Valência, no circuito mundial conquistaram o sétimo lugar no Aberto de Kristiansand.
Com Liesbet Van Breedam em 2008, foram quartas colocadas na etapa de Gran Canaria do correspondente circuito europeu, obtiveram o  quinto lugar no Campeonato Europeu em Hamburgo, qualificaram-se para a Olimpíada de Pequim de 2008, e nesta competição finalizaram em nono lugar, mesmo posto obtido em seis eventos do circuito mundial e tiveram o sétimo lugar no Aberto de Marselha como melhor resultado.
No Circuito Europeu de 2009  conquistaram o título da etapa de Blackpool  e o bronze em Berlim pelo circuito europeu, estiveram juntas no Campeonato Europeu de 2009 em Sochi, ocasião que finalizaram em quarto lugar; terminaram em nono no Campeonato Mundial de Stavanger, o mesmo se repetindo nos Abertos de Seul, Osaka, Aland e Sanya e no Grand Slam de Marselha. 
Na temporada de 2010, inicia com Liesbet Van Breedam no circuito mundial e como melhor desempenho juntas, se tornaram tetracampeãs  nacionais, desde a temporada de 2006r; também tiveram o sétimo lugar nos Aberto de Kristiansand e Haia, e posterior a este evento passou a competir com Goedele Van Cauteren, estiveram juntas nos Abertos de Puket e Sanya, e obtendo o quinto lugar no Chalenge de Chenai.
No Campeonato Europeu de 2011 em Kristiansand, competiu ao lado de Katrien Gielen  e finalizaram no quinto lugar, com ocorreu no Grand Slam de Moscou e no Aberto de Phuket, ainda terminaram em décimo sétimo lugar no Campeonato Mundial de Roma.
No Campeonato Europeu de 2012 em Scheveningen (Holanda), terminaram no quinto lugar, no circuito mundial, elas terminaram em quarto lugar no Grand Slam de Gstaad.
Retomam a dupla em 2015 em torneios europeus e algumas etapas do circuito mundial, depois de duas temporadas, ou seja, terminaram em segundo lugar na etapa Satélite de Mersin. Em 2021 esteve com Marion Beauve e terminaram em quinto no torneio uma estrela de Leuven do circuito mundial. Na quadra jogou na temporada 2018-19 pelo  Datovoc Tongeren. Atuou com auxiliar técnica no time Jaraco LVL Genk na temporada 2021-22.

## Títulos e resultados
- Aberto de Marselha do Circuito Mundial de Vôlei de Praia de 2006
- Gramd Slam de Gstaad do Circuito Mundial de Vôlei de Praia de 2012
- Campeonato Europeu de Vôlei de Praia:2009
- Campeonato Belga de Vôlei de Praia:2006,2007,2008 e 2009
- Campeonato Belga (Indoor):2002-03
- Copa da Bélgica (Indoor):2002-03
- Supercopa Belga (Indoor):2002-03